# Partido Socialista Auténtico
De Partido Socialista Auténtico (Nederlands: Authentieke Socialistische Partij, PSA) was een Chileense socialistische partij. De partij bestond van 1943 tot 1949.
De PSA ontstond in 1943 als links afsplitsing van de Partido Socialista de Chile (Socialistische Partij van Chili, PS). De partij stond onder leiding van senator Marmaduke Grove. Bij de verkiezingen van 1945 verkreeg de 3 zetels in de Kamer van Afgevaardigden en twee zetels in de Senaat. Onder de senatoren voor de PSA was Grove, die was herkozen. 

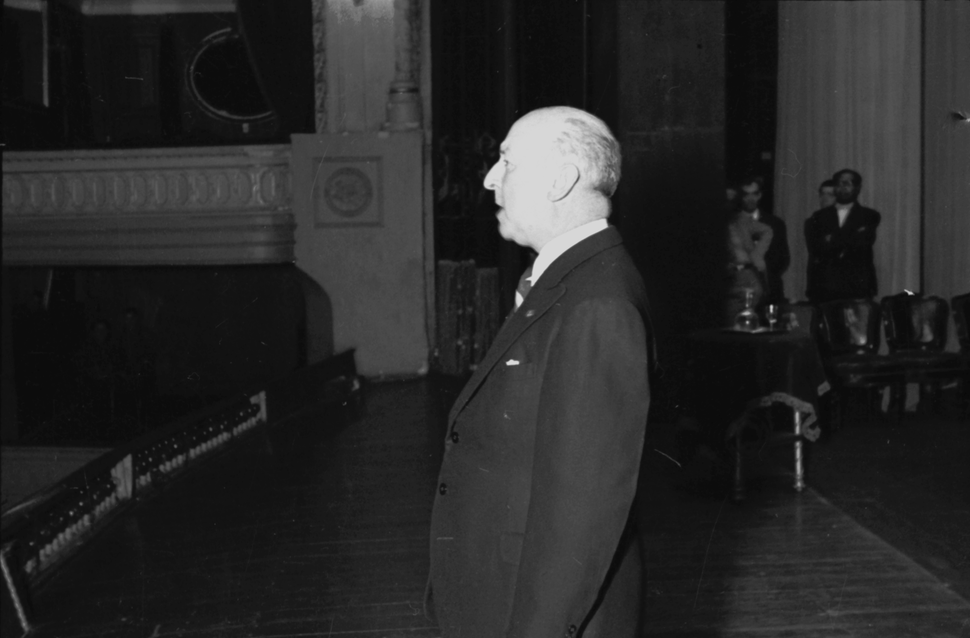
Marmaduke Grove, oprichter van de PSA

In 1946 werd een pact gesloten met de Partido Comunista de Chile (Communistische Partij van Chili) waarna de invloed van het communisme binnen de PSA toenam. Een deel van de leden trad zelfs toe tot de communistische partij. De groep rond Grove was echter tegen gekant tegen deze ontwikkelingen en besloot de samenwerking met de communisten op te zeggen. Bij de presidentsverkiezingen van 1946 steunde men de kandidatuur van de liberaal Fernando Alessandri in plaats van Gabriel González Videla, de kandidaat van de centrumlinkse Alianza Democrática (Democratische Alliantie). In 1948 weigerden de parlementariërs van de PSA in te stemmen met het wetsvoorstel van de regering om de communistische partij te verbieden. Samen met de Partido Radical Doctrinario (Doctrinair-Radicale Partij), de Partido Laborista (Arbeiderspartij) en de Partido Democrático del Pueblo (Volksdemocratische Partij) vormde men het Frente Democrático Nacional (Nationaal-Democratisch Front) om tegen de wet te strijden. 
Bij de verkiezingen van 1949 verloor de PSA al haar zetels in de Senaat en behield maar één zetel in de Kamer van Afgevaardigden. Omdat Grove zich na deze verkiezingsnederlaag uit de politiek terugtrok, besloot de partij zichzelf te ontbinden. Oud-partijleden sloten zich daarop aan bij andere linkse partijen; een groot deel keerde terug tot de Partido Socialista.